# Museo nazionale di Cracovia
Il Museo nazionale di Cracovia (in polacco Muzeum Narodowe w Krakowie, abbreviato MNK) è uno dei più importanti musei nazionali della Polonia, incluso nella lista Państwowy Rejestr Muzeów ("Registro statale dei musei").
Al 2024 ha dieci sedi espositive di cui nove a Cracovia e una a Zakopane.

## Storia
Nacque nel 1879 con il dipinto Pochodnie Nerona ("Le torce di Nerone") donato dal suo stesso autore, Henryk Siemiradzki. Venti anni più tardi il museo contava una collezione di 10 000 opere.

Il primo palazzo che lo ospitò era l'edificio del Mercato dei tessuti, appositamente ristrutturato.

Oggi il museo, che espone solo una parte delle 780 000 opere possedute, è costituito da varie sedi dislocate in palazzi storici di Cracovia e una a Zakopane.

## Collezioni
Il Museo nazionale di Cracovia ospita una delle principali collezioni di opere d'arte di tutta la Polonia. Contiene dipinti, pitture e sculture dei più famosi artisti di Cracovia e della Polonia come Jacek Malczewski, Leon Wyczółkowski, Józef Mehoffer e Stanisław Wyspiański, oltre che opere d'arte di artisti stranieri, come Leonardo da Vinci. Vengono anche esposte opere d'arte di pittura contemporanea ed avanguardista.
Alcune sezioni sono dedicate all'arte antica e all'esposizione di reperti archeologici e parti considerevoli del museo vengono riservate all'esposizione di armi, uniformi, monete e medaglie.

## Suddivisioni del Museo

### Edificio principale del Museo nazionale di Cracovia
Espone pittura novecentesca, arti decorative, armi e uniformi.

L'edificio principale del Museo nazionale è la più grande fra tutte le sezioni nelle quali è suddiviso Il Museo nazionale di Cracovia.
È costituito da una imponente costruzione chiamata in polacco Gmach Głowny (Edificio principale) che sorge nel quartiere periferico occidentale di Cracovia.

Qui è presente lo spazio espositivo più grande del Museo nazionale di Cracovia e vi sono ospitate 3 diverse esposizioni permanenti: la Galleria di pittura polacca del XX secolo, la sezione sulle arti decorative e la terza parte dedicata alle uniformi e alle armi polacche.
La più grande delle tre sezioni è la pinacoteca, che custodisce una vasta collezione di quadri polacchi e alcune sculture, tutte comprese dal 1890 fino ad oggi.

Sono anche esposti diversi disegni per vetrate policrome, tra cui quelle per il Wawel eseguiti da Stanisław Wyspiański e alcuni quadri di Witkacy.
Nel 2017 l'edificio ha ospitato l'opera Dama con l'ermellino di Leonardo, precedentemente esposta nel Museo Czartoryski.

### Galleria d'arte polacca del XIX secolo

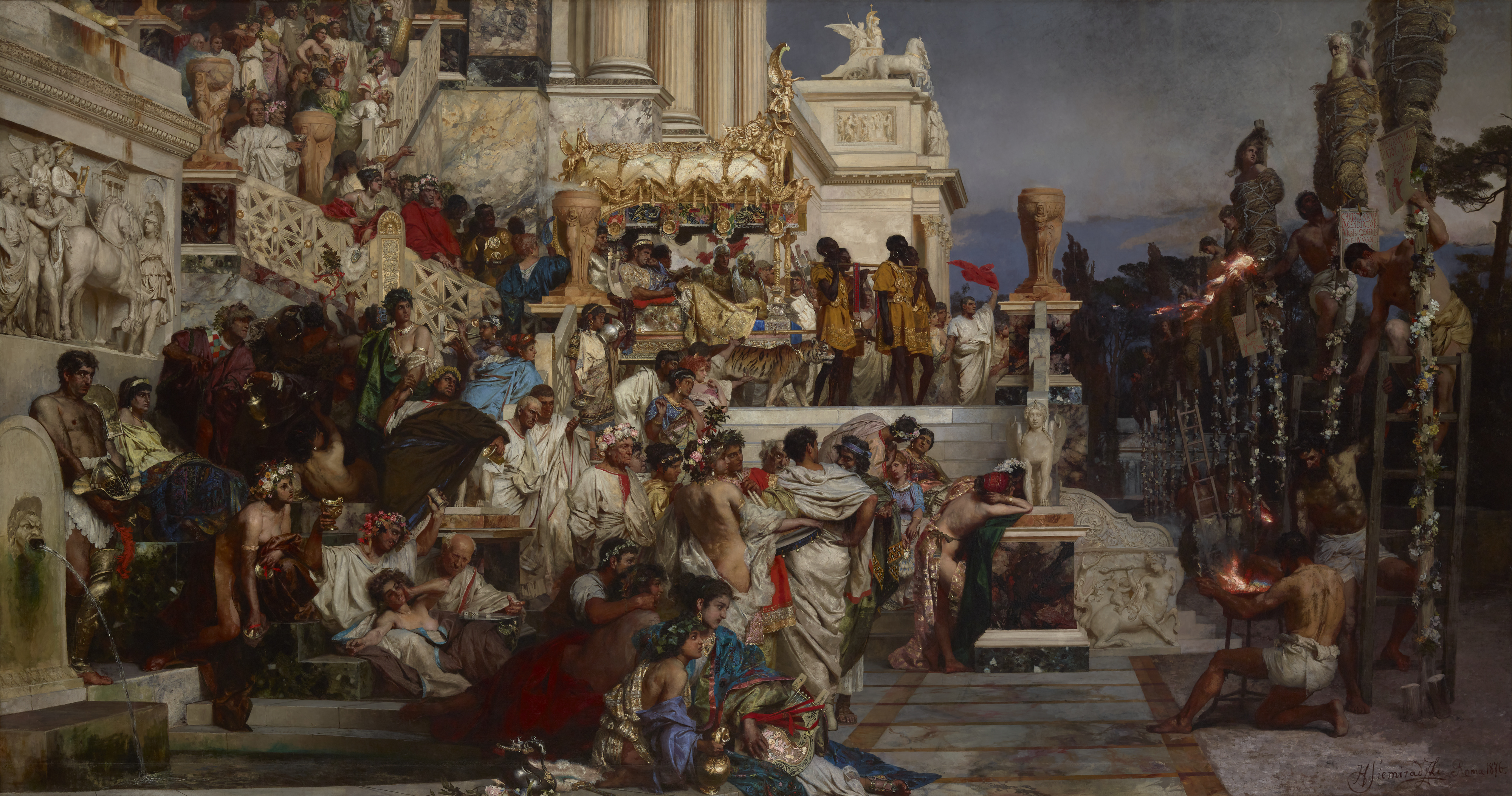
Le torce di Nerone, quadro ospitato nel museo

L'edificio del Mercato dei tessuti (in polacco Sukiennice) è sede della Galleria di pittura polacca del XIX secolo.
Nella pinacoteca sono esposte opere di pittori del romanticismo polacco e del movimento della Giovane Polonia, tra cui i maggiori esponenti presenti sono Michałowski, Malczewski, Gierymski e Jan Matejko del quale sono esposte due tele di dimensioni enormi: Kosciuszko pod Racławicami ("Kosciuszko alla battaglia di Racławice") e Omaggio prussiano (Hołd pruski).

### Museo Czartoryski

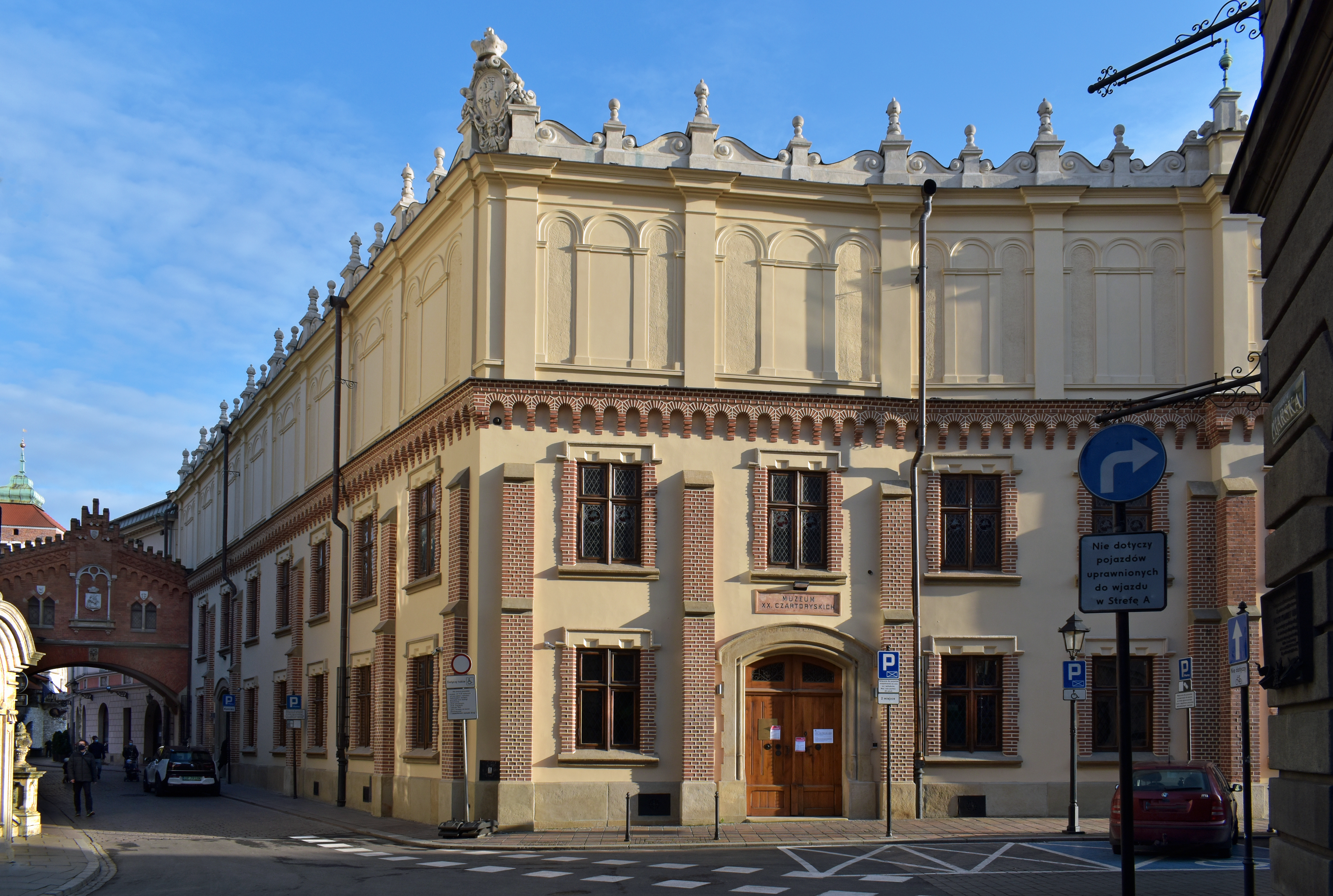
Entrata del Museo Czartoryski

Il Museo Czartoryski (in polacco Muzeum Czartoryskich) è uno dei maggiori musei di Cracovia; espone arte antica, arti decorative, pittura europea, oggetti storici fino al XVIII secolo.
Il museo venne istituito sul finire del XVIII secolo dalla principessa Izabela Fleming, moglie di Adam Kazimierz Czartoryski, nella propria residenza a Puławy e fu il primo museo storico di tutta la Polonia. L'obiettivo della principessa era, fedele al motto "il passato nel futuro", conservare cimeli storici e farne un patrimonio per le generazioni future ma soprattutto, alimentare gli ideali indipendentisti della Polonia, allora spartita fra Austria, Prussia e Russia.
Fallita l'insurrezione del novembre del 1830 (nel quale la famiglia della principessa era implicata), tutte le opere vennero segretamente trasferite da Puławy a Parigi e solo circa 40 anni più tardi, quando la Galizia riacquistò l'indipendenza e si crearono le condizioni favorevoli per lo sviluppo della cultura nazionale, fu possibile trasportare la collezione a Cracovia.

Il museo, nuovamente in pericolo durante la seconda guerra mondiale, fu sottoposto ad un secondo trasloco quando le truppe naziste trasportarono la collezione in Germania. Con la sconfitta della Germania, le opere ritornarono in Polonia ma alcuni reperti non sono mai stati ritrovati, come lo Studio per ritratto di Raffaello.
Oggi il museo espone oggetti d'arte antica romana, greca, egizia ed etrusca.

È presente una nutrita collezione di armature, spade e alabarde, arte europea ed asiatica, dipinti italiani, olandesi e fiamminghi.

L'opera d'arte per cui il museo è famoso è La dama con l'ermellino di Leonardo, dal 19 maggio 2017 esposta nell'edificio principale del museo.

Sono anche presenti due dipinti di Rembrandt: Paesaggio con il buon samaritano e Paesaggio prima della tempesta.

### Museo Wyspiański

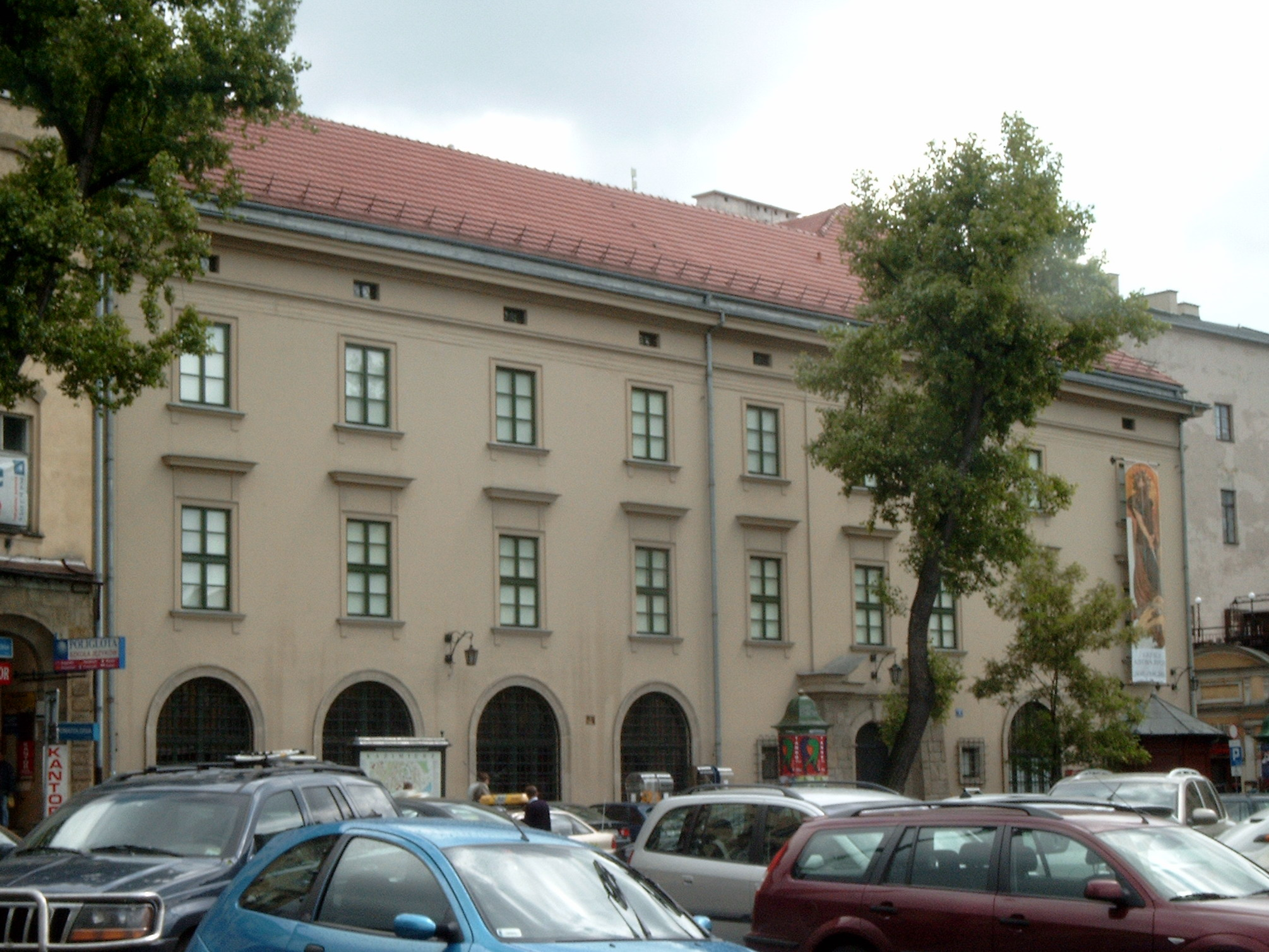
Museo Wyspianski

Il Museo Wyspiański (in polacco Muzeum Stanisława Wyspianskiego) è dedicato ad Stanisław Wyspiański, uno degli artisti più importanti di Cracovia e di tutta la Polonia, famoso per essersi dedicato a diversi campi della cultura, dell'arte e della letteratura.
Nel museo sono esposti alcune opere e progetti dell'artista.

Uno dei più singolari è un modello che prevedeva la completa ricostruzione del Wawel per farne il centro politico, culturale e religioso dell'intera Polonia.
Nel museo sono esposte alcuni ritratti eseguiti da Wyspiański, ma anche alcune opere legate alla propria attività teatrale come vestiti e decorazioni di scena, caricature e progetti.

### Casa Matejko

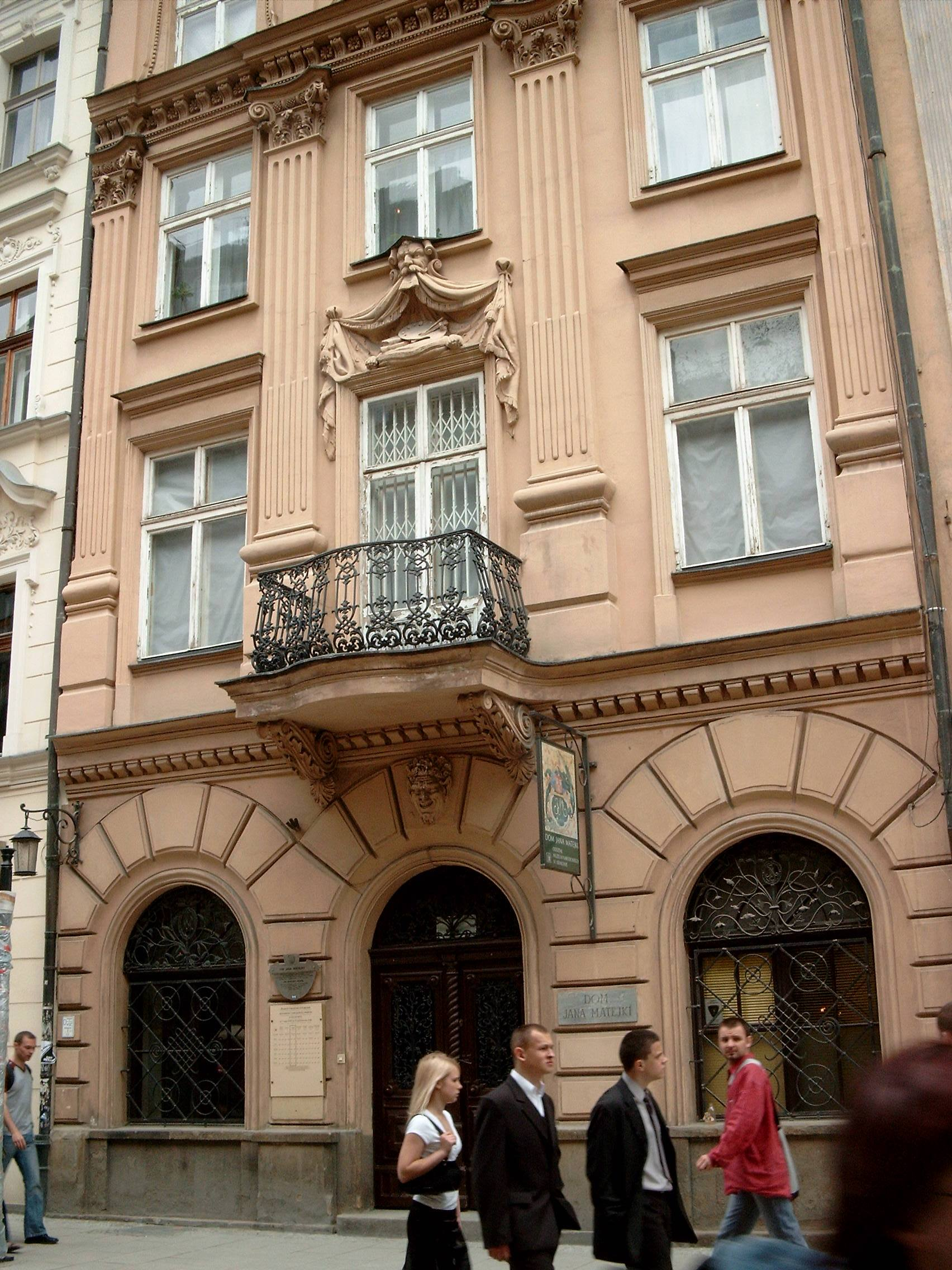
Casa Matejko

Casa Matejko (in polacco Dom Jana Matejki), che sorge nelle vicinanze del Museo della farmacia, è il museo dedicato a Jan Matejko, pittore famoso per le tele dipinte a tratti decisi che documentano la storia polacca.

La casa è un edificio del XVI secolo, ristrutturata però in base ad un progetto dello stesso Matejko.

Il museo espone alcune delle sue opere (sebbene la maggior parte di queste si trovi nell'edificio del Mercato dei tessuti) e molti oggetti appartenuti all'artista ed alcuni quadri.

### Casa Mehoffer

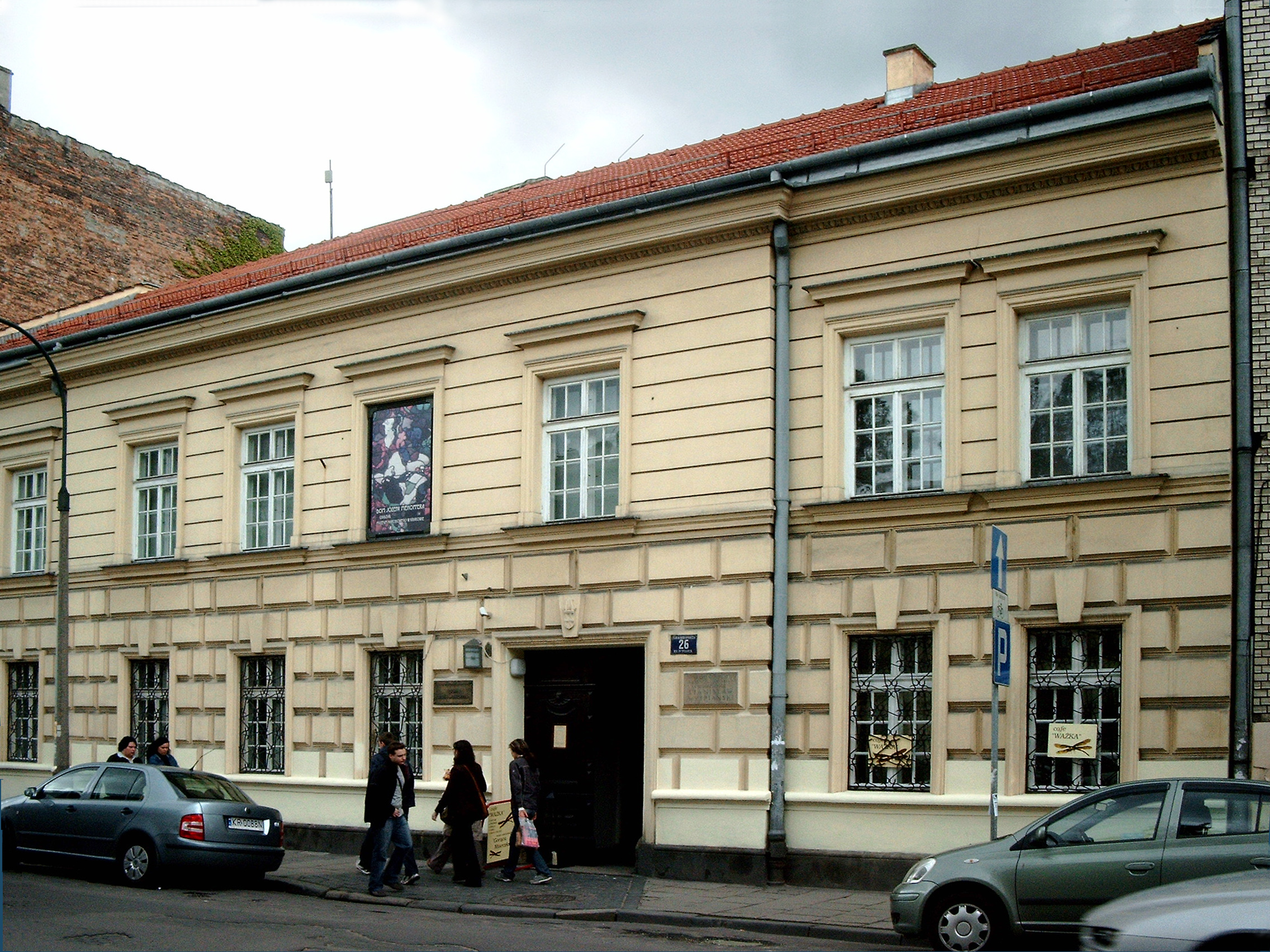
Casa Mehoffer

Casa Mehoffer (in polacco Dom Jozefa Mehoffera), che vide la nascita di Wyspiański nel 1869, è dedicata a Józef Mehoffer, pittore e decoratore polacco, che acquistò l'edificio nel 1930 con l'intento di usarlo come laboratorio per i propri studi e come residenza per la sua famiglia.

Dal 1995 la casa ospita il museo dedicato a Mehoffer ed espone quadri, disegni e progetti dell'artista. La casa è arredata con mobilio originale d'epoca e con oggetti appartenuti alla famiglia.

### Altre sezioni del Museo
- Casa Szołayski: pittura e scultura polacca fino al XVIII secolo
- Biblioteca Czartoryski
- Arsenale
- Museo Czapski, ospitato nel Palazzo Czapski: collezione di monete e medaglie
- Palazzo Ciołek: arte polacca dal XII al XVIII secolo
- Casa Szymanowski, a Villa Atma a Zakopane; fu residenza del compositore Karol Szymanowski.

Fino al 2005 è stato parte del Museo nazionale anche il Centro di tecnologia e arte giapponese Manggha.